# Войцех Рильський
Войцех Рильський гербу Остоя (пом. бл. 1655) — урядник земський Київського воєводства, войський київський (1620), писар гродський київський (1632—1653), войський житомирський (1639—1655), писар гродський і війт житомирський (1640).
Батьками Войцеха були Станіслав Рильський і Зофія Яшковська гербу Костеша. Мав брата Станіслава, писаря гродського житомирського.
Войцех (Ян або Іван) Рильський одним із перших із родини Рильських з'явився на теренах Київського воєводства, разом із братом Станіславом став протопластою роду на теренах Київщини. Уже 1620 року він був войським київським. Протягом 1620-х років був слугою воєводи київського Томаша Замойського. Останній, імовірно, оцінив заслуги Рильського та призначив його на посаду київського гродського писаря (1632—1653) та житомирського войського (1639—1655). 1632 року був електором короля Владислава IV від Київського воєводства.
На Житомирському сеймику 1640 року ухвалили збір нового подвійного подимного податку й обрали нового поборцю — житомирського войського і київського ґродського писаря Войцеха Рильського, який мав скласти присягу згідно з конституцією 1629 року. Зібрані гроші він мав відвезти до Львова та передати для сплати жолду військовим, а після передачі подимного — надати відповідні реєстри з власним підписом на сеймик і прозвітувати. Войцех Рильський був серед 15 підписантів ухвали цього сеймика. Зокрема, зберігся поборовий квит від 6 травня 1642 року, підписаний Рильським, про сплату подимного ігуменом Київського Пустинно-Миколаївського монастиря Ісаєю Трофимовичем-Козловським з 211 димів 211 злотих. Цього ж року був писарем гродським житомирським, отримав привілей на посаду житомирського війта.
На депутатському сеймику 10 липня 1646 року Войцех Рильський входив до табору київського воєводи та генерального старости Київського краю, житомирського старости Януша Тишкевича. 1647 року був комісаром для підтримки фундації кармелітів у Богуславі.
Помер близько 1655 року. Спадок по Войцеху був відписаний вінницьким єзуїтам, які утримували колегіум.

## Печатка та підпис
Будучи писарем гродським київським протягом 1632—1649 років, використовував кириличний підпис.
У київському Музеї Шереметьєвих зберігається печатка Войцеха Рильського 1639 року, овальна, розмір 12×10 мм. В полі печатки меч вістрям додолу між двома півмісяцями, що лежать рогами в різні боки; згори забороло, в нашоломнику п'ять страусових пер (герб Остоя); обабіч літери: WR.

## Сім'я
Був одружений із Зофією Ґродецькою, донькою підсудка подільського Станіслава Ґродецького гербу Стариконь. Мали сина Яна.